# Hauptstrasse 156
Die Hauptstrasse 156 ist eine Hauptstrasse in den Schweizer Kantonen Waadt und Freiburg.

## Verlauf
Die Strasse beginnt in Lucens im Broyetal im Kanton Waadt auf der Höhe von 505 m ü. M. bei einer Kreuzung mit der Hauptstrasse 1. Sie durchquert die Ortschaft Lucens und führt über die Broye und über die Hauptstrasse 1, mit welcher sie an dieser Stelle mit Zufahrtsrampen verbunden ist. Danach steigt sie in östlicher Richtung kurvenreich auf den Übergang Les Mottes (770 m ü. M.) bei Prévonloup und steigt danach in das Glanetal nach Romont hinunter. Dort überquert sie die 
Bahnstrecke Lausanne–Bern, kreuzt beim Bahnhof von Romont die Hauptstrasse 155 und überquert die Glâne südlich von der Altstadt von Romont (694 m ü. M.). Das Hügelland zwischen dem Glanetal und der Region von Bulle überquert sie durch Mézières und Vuisternens-devant-Romont. Im Tal der Sionge mündet sie bei Vaulruz auf der Höhe von 829 m ü. M. in die Hauptstrasse 12, die in unmittelbarer Nähe eine Autobahnzufahrt auf die A 12 hat.
In Curtilles benützt der Pilgerweg ViaJacobi auf einem kurzen Stück die Hauptstrasse.